# Budakörnyéki járás
A Budakörnyéki járás Pest-Pilis-Solt-Kiskun vármegyéhez tartozó járás volt Magyarországon, székhelye Budapest volt. 1934-ben jött létre a Biai járás egyidejű megszüntetésével. Ezen a néven az 1950-es járásrendezés során szűnt meg, amikor helyére a Budai járás lépett, szintén Budapest székhellyel.

## Története
A Budakörnyéki járás elődje a Biai járás volt, melynek neve 1898-ig Pilisi alsó járás volt és a 19. század közepén az addigi Pilisi járás feldarabolásával jött létre. Ennek 1886-tól, amikor törvény alapján a vármegyéknek állandó járási székhelyeket kellett kijelölniük, Bia volt a székhelye. A járás Pest-Pilis-Solt-Kiskun vármegye dunántúli részének déli felét foglalta magába.
A 20. század fordulóján a Budapest körüli települések népessége, gazdasága és infrastrukturális fejlettsége erősen megnőtt, és elkezdődött a Nagy-Budapestet alkotó agglomeráció kialakulása. 1934-ben megszüntették a Biai járást, mivel Budapest vonzásának erősödése és a közlekedési lehetőségek javulása miatt célszerűbb lett községeit Budapest székhellyel igazgatni. Az 1922-ben létrejött Központi járás területe és népessége azonban túl nagy lett volna, ha a két járást egyesítik, ezért inkább külön járást hoztak létre Budapest környékének a Dunántúlra eső részén. Ez a második Budapest székhelyű járás lett a Budakörnyéki járás. A Biai járás tíz községén kívül ide csatolták át a Központi járás Dunántúlra eső hat községét és a Pomázi járásból további öt községet.
A Budakörnyéki járás ezen a néven az 1950-es járásrendezéskor szűnt meg, amikor neve Budai járásra változott és északi határát a Szentendrei járás felé néhány község átcsatolásával kiigazították.

## Községei
Az alábbi táblázat felsorolja a Budakörnyéki járáshoz tartozott községeket, bemutatva, hogy mikor tartoztak ide, és hogy hova tartoztak megelőzően, illetve később.
| Község         | Mikortól | Honnan                           | Meddig | Hova                  |
| -------------- | -------- | -------------------------------- | ------ | --------------------- |
| Albertfalva    | 1934     | Központi járásból                | 1949   | Budapesthez csatolták |
| Bia            | 1934     | Biai járásból                    | 1950   | Budai járáshoz        |
| Budajenő       | 1934     | Biai járásból                    | 1950   | Budai járáshoz        |
| Budakeszi      | 1934     | Biai járásból                    | 1950   | Budai járáshoz        |
| Budaörs        | 1934     | Központi járásból                | 1950   | Budai járáshoz        |
| Budatétény     | 1934     | Központi járásból                | 1949   | Budapesthez csatolták |
| Diósd          | 1946     | Váli járásból (Fejér vármegye)   | 1950   | Budai járáshoz        |
| Érd            | 1946     | Adonyi járásból (Fejér vármegye) | 1950   | Budai járáshoz        |
| Nagykovácsi    | 1934     | Pomázi járásból                  | 1950   | Budai járáshoz        |
| Nagytétény     | 1934     | Központi járásból                | 1949   | Budapesthez csatolták |
| Páty           | 1934     | Biai járásból                    | 1950   | Budai járáshoz        |
| Perbál         | 1934     | Biai járásból                    | 1950   | Budai járáshoz        |
| Pesthidegkút   | 1934     | Központi járásból                | 1949   | Budapesthez csatolták |
| Piliscsaba     | 1949     | Szentendrei járásból             | 1950   | Budai járáshoz        |
| Pilisliget     | 1949     | Szentendrei járásból             | 1950   | Budai járáshoz        |
| Pilisszentiván | 1934     | Pomázi járásból                  | 1950   | Budai járáshoz        |
| Pilisvörösvár  | 1934     | Pomázi járásból                  | 1950   | Budai járáshoz        |
| Pusztazámor    | 1946     | Váli járásból (Fejér vármegye)   | 1950   | Budai járáshoz        |
| Solymár        | 1934     | Pomázi járásból                  | 1950   | Budai járáshoz        |
| Sóskút         | 1946     | Váli járásból (Fejér vármegye)   | 1950   | Budai járáshoz        |
| Százhalombatta | 1946     | Adonyi járásból (Fejér vármegye) | 1950   | Budai járáshoz        |
| Tárnok         | 1946     | Váli járásból (Fejér vármegye)   | 1950   | Budai járáshoz        |
| Telki          | 1934     | Biai járásból                    | 1950   | Budai járáshoz        |
| Tinnye         | 1934     | Biai járásból                    | 1950   | Budai járáshoz        |
| Torbágy        | 1934     | Biai járásból                    | 1950   | Budai járáshoz        |
| Tök            | 1934     | Biai járásból                    | 1950   | Budai járáshoz        |
| Törökbálint    | 1934     | Központi járásból                | 1950   | Budai járáshoz        |
| Üröm           | 1934     | Pomázi járásból                  | 1949   | Szentendrei járáshoz  |
| Zsámbék        | 1934     | Biai járásból                    | 1950   | Budai járáshoz        |

## Lásd még
- Budaörsi kistérség
- Érdi kistérség
- Pilisvörösvári kistérség
- Nagy-Budapest